# Красная жара (альбом)
«Красная жара» — первый студийный сольный альбом рэп-исполнителя Крип-А-Крипа, выпущенный 15 сентября 2013 года на iTunes, затем выпущенный и на CD носителях.

## История альбома
Летом 2012 года Крипл присоединился к группе «Грехи Отцов» с которыми 19 июня 2012 года выпустил клип на песню «Стас Михайлов». После он дал небольшое интервью сайту Rap.ru
Будем активно двигаться с парнями и двигать «Грехи Отцов». Летом выйдет совместный релиз от всей команды. По поводу соло — сейчас заканчиваем мой сольный микстейп, будет клип. Будет полноценный камбэк. Также хочу закончить сольный альбом, благо материала накопилось достаточно. И тоже клипы будут. Вообще, от нас будет много клипов.
Далее последовали некоторые совместные треки, но в конце 2012 года Крипл покинул группу.
27 мая 2013 года на сайте Rap.ru вышла статья где указали название будущего альбома - «Красная жара», указали тех, кто принял участие в записи, ещё добавили трэп-ремикс на песню «Автопилот» с будущего альбома. Через пару недель в интернете появился первый клип к альбому на песню «Упоротый лис».
Затем выложили ещё один трек с альбома под названием «АБВ» и объявили конкурс, в котором необходимо снять видео на любые строчки из текста песни, длительностью не более 10 секунд. Лучшие работы будут отобраны командой специалистов и войдут в итоговую версию клипа "АБВ". В июне 2013 вышел ещё один клип к альбому на песню «Начало» и сообщили что альбом стоит ждать в середине августа 2013. 6 сентября представители команды «Subbox», занимающиеся выпуском альбома, сообщили что официальная дата его релиза — 15 сентября. Затем 13 сентября вышел семплер и появился предзаказ на iTunes.

## Общая информация
- Большинство треков было записано под музыку Tamzo — давнего друга и соседа Крипла.
- Большинство фитов было записано с MastaBass — ныне участником группы «3XL PRO», а в прошлом когда то участвовавшим вместе с Криплом в группах «Переходный возраст» и «UmBriaco».
- В альбоме должны были принять участие Биг Ди и Рэккет[7].
- Использующийся в песне «Ложь» минус от 4EU3 уже использовался Jubilee в песне «Я предан».[12]
- В альбоме есть множество вставок из одноимённого фильма с Арнольдом Шварценеггером и Джеймсом Белуши в главных ролях.

## Список композиций
| №   | Название                                           | Музыка          | Длительность |
| --- | -------------------------------------------------- | --------------- | ------------ |
| 1.  | «Интро»                                            | Tamzo           | 0:36         |
| 2.  | «Начало»                                           | Tamzo           | 4:14         |
| 3.  | «Здесь всё твоё» (при участии Rigos, Obe 1 Kanobe) | FD Vadim        | 4:15         |
| 4.  | «Вдова» (при участии Mastabass)                    | Sasha JF        | 3:24         |
| 5.  | «Нехороший» (при участии Mastabass)                | Супербрат       | 3:48         |
| 6.  | «Автопилот» (при участии D.Masta)                  | Смоки Мо        | 4:16         |
| 7.  | «Ложь» (при участии Стёпа Марсель)                 | 4EU3            | 3:35         |
| 8.  | «АБВ» (scratch by DJ Superman)                     | Супербрат       | 4:44         |
| 9.  | «Грязь» (при участии Mastabass)                    | Tamzo           | 4:07         |
| 10. | «Домосед»                                          | Unknown         | 2:25         |
| 11. | «Мобила» (при участии Mastabass)                   | Tamzo           | 3:55         |
| 12. | «Молчи о любви» (при участии Mastabass)            | Tamzo           | 3:44         |
| 13. | «Суп с мухой» (при участии Rigos)                  | BluntCath       | 3:16         |
| 14. | «Хип-хоп чика»                                     | Beat-Maker-Beat | 3:07         |
| 15. | «Подруги»                                          | Супербрат       | 3:08         |
| 16. | «Упоротый лис»                                     | Форс            | 2:28         |
| 17. | «Иллюминаты» (при участии Robert Ryda)             | Tamzo           | 3:36         |
| 18. | «Флэшбэк (СПб ч.2)»                                | Tamzo           | 5:00         |
| 19. | «Аутро»                                            | Tamzo           | 0:42         |

Семплы:
- «Здесь всё твоё» — содержит семпл песни « Something's Got A Hold On Me» американской блюзовой певицы Этты Джеймс.
- «Молчи о любви» — содержит семпл песни «Целый мир» эстрадной певицы Софии Ротару.

## Участники записи
- Сведение: Subbox Records
- Мастеринг: Robert Ryda
- Скрейчи: DJ Superman (8)
- Дизайн обложки: Артём Бурдо